# Vol Philippine Airlines 137
Le 22 mars 1998, l'Airbus A320 assurant le vol Philippine Airlines 137, un vol intérieur régulier reliant l'aéroport international Ninoy-Aquino de Manille à l'aéroport régional de Bacolod City (en), ne parvient pas à s'arrêter à temps sur la piste lors de son atterrissage. Il n'y a aucune victime parmi les 130 passagers et membres d'équipage à bord, mais 3 personnes sont tuées et 25 autres blessées au sol, lorsque l'avion finit sa course dans une zone résidentielle proche de l'aéroport.

## Avion
L'appareil impliqué est un Airbus A320-214 immatriculé RP-C3222 (numéro de série 708) et en service depuis à peine 3 mois. Propulsé par deux moteurs CFM International CFM56-5B4/P, il cumule 1 224 heures de vol et 1 070 cycles (décollage/atterrissage) au moment de l'accident.

## Déroulement des faits
Le vol 137 était un vol régulier de passagers qui a décollé de Manille à destination de Bacolod à 18 h 40. L’avion a décollé avec l’inverseur de poussée du moteur no 1 hors service.
À 19 h 20, l'équipage a contacté le contrôle d’approche de l'aéroport régional de Bacolod City (en) et a signalé avoir dépassé le niveau de vol 260 (26 000 pieds (7 900 m)) et être à 55 milles nautiques (102 km) DME de Bacolod. Il a alors demandé des instructions pour l’atterrissage et a reçu l’ordre de descendre au niveau de vol 90 (9 000 pieds (2 743 m)) après avoir dépassé Iloilo, puis de descendre à 3 000 pieds (914 m) pour une approche VOR sur la piste 04. 
Le vent alors était du 030° à 8 nœuds (14 km/h), l’altimètre était régler à 1 014 millibars, l'altitude de transition était au niveau de vol 60 (6 000 pieds (1 828 m)) et la température était de 28 °C. À 19 h 28, le vol 137 a demandé à entamer l’approche finale vers la piste 04 et le contrôle d’approche a répondu : « PR 137, approche visuelle en finale ». À 19 h 37, la tour de contrôle a autorisé l'appareil à atterrir sur la piste 04 et les pilotes ont accusé réception de l’autorisation pour l'approche. Celle-ci a été effectuée avec l'automanette en mode « SPEED ». La manette des gaz du moteur n° 1 a été laissée en position de montée. 
À l'atterrissage, le copilote a annoncé que l'avion ne ralentissait pas suffisamment. En effet, le moteur n°2 était réglé en inversion de poussée maximale après l'atterrissage, mais la manette des gaz du moteur n°1 n'a pas été ramenée au ralenti et est restée en position de montée. Par conséquent, les aérofreins ne se sont pas déployés une fois l'avion sur la piste.
Comme un moteur était en inversion de poussée, l'automanette s'est automatiquement désactivée. Du coup, la poussée du moteur n°1 a augmenté jusqu'à atteindre la puissance de montée. En raison de cette poussée asymétrique, l'A320 a quitté la piste en virant vers la droite. À cette vitesse, l'utilisation de la gouverne de direction et du train d'atterrissage avant est inefficace. L'inversion de poussée du moteur n°2 a alors été désactivée et l'avion a fait une embardée brutale pour revenir sur la piste. 
L'A320 a poursuivi sa course au-delà de l'extrémité de la piste 04. Il a traversé la clôture de l'aéroport, puis a sauté par-dessus une petite rivière. Il a ensuite continué en traversant plusieurs ensembles de cabanes et d'arbres situés au-delà de l'aéroport, faisant 3 morts et 25 blessés au sol. Aucun incendie ne s'est déclaré après l'accident.

## Enquête et causes de l'accident
L'enquête révèle que la cause principale de cet accident est l'incapacité du pilote en fonction (PF) à évaluer correctement l'état de l'avion immédiatement après l'atterrissage, l'inverseur de poussée du moteur n°1 étant inopérant ce jour-là, ce qui a entraîné des conditions défavorables pour l'atterrissage, avec notamment l'application d'une poussée asymétrique extrême après l'atterrissage, entraînant la sortie de piste de l'avion.
Le manque apparent de connaissances techniques de l'équipage concernant les différents systèmes de l'A320, ainsi que le manque d'appréciation des conséquences d'une mauvaise interprétation des alarmes ont également contribué à cet accident.